# HD 221970
HD 221970，又名BD+32 4671，SAO 73368、HR 8955，是一颗位於仙女座的恒星，视星等为6.35，位于銀經105.25，銀緯-27.38，其B1900.0坐标为赤經23h 31m 32.8s，赤緯+32° -27.38′ 3″。